# Petra Marčinko
Petra Marčinko (Zagabria, 4 dicembre 2005) è una tennista croata.

## Carriera

### Juniores
Raggiunge ottimi risultati a livello giovanile, vince infatti nove titoli in singolare e sette in doppio chiudendo l'anno 2021 in cima alla classifica juniores. Negli Slam di categoria i risultati più importanti sono i quarti di finale agli US Open 2021 e il successo in Australia dove ha sconfitto in finale la belga Sofia Costoulas per 7-5, 6-1.

### Professionista
Nel circuito ITF raggiunge due finali consecutive a marzo 2022 superando negli incontri decisivi rispettivamente Carole Monnet e Elisabetta Cocciaretto, entrambe con una classifica migliore.
Fa parte della squadra croata di Fed Cup dal 2022 con cui ha disputato un totale di dodici incontri vincendone sette.
L'8 settembre 2024, Petra raggiunge la prima finale WTA 125 della carriera in singolare al Montreux Nestlé Open, dove viene sconfitta dalla più quotata romena Irina-Camelia Begu con il punteggio di 6-1, 3-6, 0-6.
Il 20 luglio 2025, Petra vince il primo titolo WTA 125 della carriera in singolare all'ATV Bancomat Tennis Open, a Roma, dove sconfigge nell'ultimo atto la russa e campionessa in carica Oksana Selechmet'eva con il punteggio di 6-3, 4-6, 6-3.

## Circuito WTA 125

### Singolare

#### Vittorie (1)
| N. | Data           | Torneo                        | Superficie  | Avversaria in finale | Punteggio     |
| 1. | 20 luglio 2025 | Antico Tiro a Volo Open, Roma | Terra rossa | Oksana Selechmet'eva | 6-3, 4-6, 6-3 |

#### Sconfitte (1)
| N. | Data             | Torneo                  | Superficie  | Avversaria in finale | Punteggio     |
| 1. | 8 settembre 2024 | Montreux Open, Montreux | Terra rossa | Irina-Camelia Begu   | 6-1, 3-6, 0-6 |

## Statistiche ITF

### Singolare

#### Vittorie (8)
| Torneo $100.000 (1) |
| Torneo $80.000 (1)  |
| Torneo $60.000 (3)  |
| Torneo $40.000 (0)  |
| Torneo $25.000 (3)  |
| Torneo $15.000 (0)  |

| N. | Data              | Torneo                                            | Superficie  | Avversaria in finale   | Punteggio        |
| 1. | 13 marzo 2022     | Antalya Series, Adalia                            | Terra rossa | Carole Monnet          | 6–4, 6–1         |
| 2. | 20 marzo 2022     | Antalya Series, Adalia                            | Terra rossa | Elisabetta Cocciaretto | 1–6, 6–4, 6–4    |
| 3. | 30 ottobre 2022   | Internationaux Féminins de la Vienne, Poitiers    | Cemento (i) | Ysaline Bonaventure    | 6-3, 7-6(2)      |
| 4. | 18 giugno 2023    | BMW Roma Cup, Roma                                | Terra rossa | Georgia Pedone         | 6-2, 6-2         |
| 5. | 1º luglio 2023    | Città di Tarvisio Tennis Cup, Tarvisio            | Terra rossa | Katarzyna Kawa         | 6-1, 4-6, 6-2    |
| 6. | 24 settembre 2023 | Caldas da Rainha Ladies Open, Caldas da Rainha    | Cemento     | Léolia Jeanjean        | 6-4, 6-1         |
| 7. | 27 ottobre 2024   | Challenger Banque Nationale de Saguenay, Saguenay | Cemento (i) | Anouk Koevermans       | 6-3, 4-6, 7-6(3) |
| 8. | 10 agosto 2025    | Koser Jewelers Tennis Challenge, Landisville      | Cemento     | Janice Tjen            | 7-6(4), 3-6, 6-4 |

### Doppio

#### Vittorie (4)
| Torneo $100.000 (0) |
| Torneo $80.000 (0)  |
| Torneo $60.000 (2)  |
| Torneo $40.000 (0)  |
| Torneo $25.000 (0)  |
| Torneo $15.000 (2)  |

| N. | Data           | Torneo                                | Superficie  | Compagna         | Avversarie in finale                  | Punteggio        |
| 1. | 22 maggio 2021 | Sibenik Open, Sebenico                | Terra rossa | Natália Szabanin | Dar'ja Astachova Ekaterina Makarova   | 6–4, 6–3         |
| 2. | 29 maggio 2021 | Sibenik Open, Sebenico                | Terra rossa | Natália Szabanin | Nefisa Berberović Nicole Fossa Huergo | 6–4, 3–6, [10–4] |
| 3. | 17 agosto 2024 | Serbian Tennis Tour, Kuršumlija       | Terra rossa | Lola Radivojević | Živa Falkner Tara Würth               | 7-6(5), 6-4      |
| 4. | 29 marzo 2025  | BTC Murska Sobota Open, Murska Sobota | Cemento (i) | Tara Würth       | Cho I-hsuan Cho Yi-tsen               | 6-3, 3-6, [10-4] |

#### Sconfitte (1)
| Torneo $100.000 (0) |
| Torneo $80.000 (0)  |
| Torneo $60.000 (0)  |
| Torneo $40.000 (0)  |
| Torneo $25.000 (0)  |
| Torneo $15.000 (1)  |

| N. | Data           | Torneo                      | Superficie | Compagna              | Avversarie in finale  | Punteggio        |
| 1. | 9 ottobre 2021 | Magic Hotel Tours, Monastir | Cemento    | Sebastianna Scilipoti | Ma Yexin Ni Ma Zhuoma | 6–3, 4–6, [7–10] |

## Grand Slam Junior

### Singolare

#### Vittorie (1)
| Tornei del Grande Slam  |
| ----------------------- |
| Australian Open (1)     |
| Open di Francia (0)     |
| Torneo di Wimbledon (0) |
| US Open (0)             |

| N. | Data            | Torneo                     | Superficie | Avversaria in finale | Punteggio |
| 1. | 29 gennaio 2022 | Australian Open, Melbourne | Cemento    | Sofia Costoulas      | 7–5, 6–1  |